# 936
936 (CMXXXVI) fue un año bisiesto comenzado en viernes del calendario juliano, en vigor en aquella fecha.

## Acontecimientos
- León VII sucede a Juan XI como papa.

### Europa
- Comienza la construcción de Medina Azahara, mandada a construir por Abd al-Rahman III.
- Comienza el reinado del primer rey danés, Gorm el Viejo (hasta 958).

### Asia
- Comienza la revuelta de Fujiwara Sumitomo[cita requerida]

## Nacimientos
- Albucasis, médico cordobés considerado el padre de la cirugía moderna.

## Fallecimientos
- 15 de enero - Raúl I de Francia, rey de Francia Occidental.